# Furcitrella sabahensis
Furcitrella sabahensis är en insektsart som beskrevs av Andrej Vasiljevitj Gorochov 2002. Furcitrella sabahensis ingår i släktet Furcitrella och familjen syrsor. Inga underarter finns listade i Catalogue of Life.